# Andrés Ramiro Escobar
Pour les articles homonymes, voir Andrés Escobar et Escobar.
 (juillet 2013).
Si vous disposez d'ouvrages ou d'articles de référence ou si vous connaissez des sites web de qualité traitant du thème abordé ici, merci de compléter l'article en donnant les références utiles à sa vérifiabilité et en les liant à la section « Notes et références ».
Andrés Ramiro Escobar Díaz, né le 14 mai 1991 à Puerto Tejada, est un footballeur colombien. Il évolue au poste d'attaquant.

## Biographie

### En club
Formé au Deportivo Cali, Andrés fait ses débuts pro en 2010 et il marque à cinq reprises pour sa première saison. 
Il permet à son club de remporter la Coupe de Colombie 2010, en étant l'unique buteur à l'extérieur au match aller puis le second au retour 2-0. Avec ce titre, son équipe se qualifie pour la Copa Sudamericana 2011.
Le 28 août 2011, le Dynamo Kiev obtient son transfert pour 1,3 million d'euros et un contrat de 5 ans. Mais en Ukraine il ne dispute qu'un match en première partie de saison, entrant en jeu pour 28 minutes contre Kremlin qui s'incline 3-2. Un an plus tard, son temps de jeu reste bloqué à cette seule apparition. Il est alors prêté au club de ses débuts, le Deportivo Cali.
Pour son retour au pays, ses performances sont moyennes avec seulement trois réalisations, face à Junior (1-1), Chico Fc (2-3) et Atlético Huila (3-2) et les mauvais résultats s'enchaînent pour ses coéquipiers et lui. Le Deportivo termine 11e de son championnat en décembre 2012.
Le 17 juillet 2013, l'ETG FC annonce la signature d'Andrés, pour ce qui constitue un nouveau prêt d'un an du Dynamo Kiev.
En février 2014, il est prêté au FC Dallas.

### En sélection
Avec les moins de 20 ans colombiens, il débute à l'occasion du Championnat d'Amérique du Sud début 2011. La jeune équipe se hisse de justesse dans le tableau final avec un seul succès obtenu aux dépens de la Bolivie (2-1) où il est l'auteur du second but. La réussite ne leur sourit pas pour autant, puisqu'ils s'inclinent tour à tour devant l'Uruguay, le Brésil, le Chili et l'Argentine. 
La consécration a lieu en juin où il dispute en tant que titulaire le Tournoi de Toulon 2011. Il s'agit alors de son premier titre international remporté contre l'Équipe de France des moins de 20 ans 1-1 (3 t.a.b à 1).
Le sélectionneur envisage de le convoquer pour la Coupe du monde de football des moins de 20 ans mais il n'est finalement pas retenu.

## Palmarès

### En équipe nationale
- Vainqueur du Tournoi de Toulon en 2011 avec l'équipe de Colombie U20

### En club
- Vainqueur de la Coupe de Colombie en 2011 avec le Deportivo Cali